# Braize
Braize – miejscowość i gmina we Francji, w regionie Owernia-Rodan-Alpy, w departamencie Allier.

## Demografia
Według danych na rok 1990 gminę zamieszkiwały 254 osoby, a gęstość zaludnienia wynosiła 12 osób/km². W styczniu 2015 r. Braize zamieszkiwało 287 osób, przy gęstości zaludnienia wynoszącej 13,6 osób/km².